# Abondance, Haute-Savoie
Abondance este o comună în departamentul Haute-Savoie din sud-estul Franței. În 2009 avea o populație de 1.347 de locuitori.

## Evoluția populației
| An        | 1975  | 1982  | 1990  | 1999  | 2006  | 2009  |
| --------- | ----- | ----- | ----- | ----- | ----- | ----- |
| Populație | 1.134 | 1.152 | 1.251 | 1.294 | 1.342 | 1.347 |